# Río Yaqui
Der Yaqui  ist ein Fluss im Norden von Mexiko im Bundesstaat Sonora. Er hat eine Länge von ungefähr 700 km. Er entspringt in der Sierra Madre Occidental und mündet zwischen Ciudad Obregón und Guaymas in den Golf von Kalifornien. Er stellt auch das ursprüngliche Siedlungsgebiet des gleichnamigen Stamms der Yaqui dar.
Durch den Bau von Staudämmen wie der Plutarco-Elías-Calles-Talsperre, der Lázaro-Cárdenas-Talsperre und der Álvaro-Obregón-Talsperre wurde dem Stamm der Yaqui das Wasser für ihren Bewässerungs- und Kanalfeldbau entzogen. Ihre Wasser- und Landrechte versuchen sie heute auf dem Verhandlungswege einzufordern.